# Instytut Allerhanda
Instytut Allerhanda – prawniczy think tank działający w formie fundacji. Jest niezależną, pozauniwersytecką i apolityczną jednostką naukowo-badawczą i ekspercką. Celem Instytutu są interdyscyplinarne i porównawcze studia nad rolą instytucji prawnych w konstytuowaniu oraz funkcjonowaniu rynku, zarówno z punktu widzenia kształtu danej regulacji, jak i ram instytucjonalnych jej tworzenia. Inicjatorem, założycielem i prezesem Instytutu jest dr hab. Arkadiusz Radwan.
Instytut prowadzi badania nad prawem prywatnym, a także prawem procesowym, gospodarczym (handlowym, upadłościowym i gospodarczym publicznym) oraz prawem rynku finansowego i kapitałowego. W zakresie zainteresowań Instytutu są też zagadnienia transformacji i reformy prawa, transplantów prawnych, implementacji prawa wspólnotowego, a także europeizacji, harmonizacji i unifikacji prawa.
Instytut Allerhanda powstał w 2009 i działa w formie fundacji. Ideę powołania Instytutu poparli, podpisując list otwarty, znani przedstawiciele świata prawniczego i ekonomicznego, m.in.: Grzegorz Domański, Lech Gardocki, Ewa Łętowska, Andrzej Mączyński, Maksymilian Pazdan, Zbigniew Radwański, Marek Safjan, Stanisław Sołtysiński, Andrzej Szajkowski, Stanisław Waltoś, Szewach Weiss, Andrzej Zoll.
Fundatorami instytutu byli Leszek Allerhand, Michał Bobrzyński, Grzegorz Domański, Arkadiusz Radwan, Adam Redzik, Wojciech Rogowski, Stanisław Sołtysiński.
Patronem Instytutu jest prawnik, uczony, kodyfikator i adwokat – profesor Uniwersytetu Jana Kazimierza we Lwowie Maurycy Allerhand. Prace Instytutu wspierał jego wnuk, doktor Leszek Allerhand.
W 2018 r. Instytut Allerhanda zaczął wydawać własne czasopismo naukowe – „Głos Prawa. Przegląd Prawniczy Allerhanda”. Redaktorem naczelnym jest Adam Redzik, a redaktorami Arkadiusz Radwan i Wojciech Rogowski. Czasopismo ukazuje się w cyklu półrocznym. Publikuje artykuły w języku polskim i angielskim z zakresu prawa i ekonomii.